# معدن لیتیوم تاکر پس
معدن لیتیوم تاکر پس یک پروژه توسعه معدن لیتیوم خاک رس، در شهرستان هومبولت، نوادا است که بزرگ‌ترین ذخیره لیتیوم شناخته شده در ایالات متحده و یکی از بزرگ‌ترین معادن این نوع در جهان است. از سال ۲۰۰۷ اکتشاف قابل توجهی در گذرگاه تاکر وجود داشته است.